# Zverinac (Sali)
Zverinac ist eine Ortschaft auf der gleichnamigen Insel Zverinac in Kroatien. 

## Lage und Einwohner
Zverinac liegt im Nordwesten der gleichnamigen Insel. Gegenüber liegt Božava auf der Insel Dugi Otok. Zverinac hat Fährverbindungen nach Zadar und Božava. Der Ort gehört verwaltungsmäßig zur Gemeinde Sali und ist der einzige Gemeindeteil der nicht auf Dugi Otok liegt. Die 55 Einwohner (2021) leben von der Fischerei, der Landwirtschaft und dem Tourismus.
| Bevölkerungsentwicklung | Bevölkerungsentwicklung | Bevölkerungsentwicklung | Bevölkerungsentwicklung | Bevölkerungsentwicklung | Bevölkerungsentwicklung | Bevölkerungsentwicklung | Bevölkerungsentwicklung | Bevölkerungsentwicklung | Bevölkerungsentwicklung | Bevölkerungsentwicklung | Bevölkerungsentwicklung | Bevölkerungsentwicklung | Bevölkerungsentwicklung | Bevölkerungsentwicklung | Bevölkerungsentwicklung | Bevölkerungsentwicklung |
| ----------------------- | ----------------------- | ----------------------- | ----------------------- | ----------------------- | ----------------------- | ----------------------- | ----------------------- | ----------------------- | ----------------------- | ----------------------- | ----------------------- | ----------------------- | ----------------------- | ----------------------- | ----------------------- | ----------------------- |
| 1526                    | 1857                    | 1880                    | 1890                    | 1900                    | 1910                    | 1921                    | 1931                    | 1948                    | 1953                    | 1961                    | 1971                    | 1981                    | 1991                    | 2001                    | 2011                    | 2021                    |
| 12                      | 67                      | 96                      | 104                     | 107                     | 123                     | 187                     | 118                     | 158                     | 161                     | 153                     | 146                     | 96                      | 59                      | 48                      | 43                      | 55                      |

## Geschichte
Zverinac wird erstmals 1421 als Suiran erwähnt, vom Wort Tier, 1501 Zvirinaz, später Zvirinac, dann Zverinac. Hier entwickelte sich hier auch die glagolitische Tradition.
Die Kirche St. Ignatius von Loyola, wurde 1690 erbaut. Im Dorf steht der barocke Palast Fanfonga aus dem Jahr 1746, und in der Bucht Poripišće finden sich noch Reste von Mauern aus der Römerzeit.